# Високофруктозен сироп от царевица
Високофруктозен сироп от царевица (на английски: High Fructose Corn Syrup (HFCS)) е който и да е сироп от царевица, който е преминал ензимна преработка, за да увеличи своето фруктозно съдържание, след което се смесва с чист царевичен сироп (100% глюкоза), като става високофруктозен сироп. 

## Видове
- HFCS 90 – най-вече за преработка в HFCS 55, приблизително 90% фруктоза и 10% глюкоза;
- HFCS 55 – най-често използва в безалкохолни напитки, приблизително 55% фруктоза и 45% глюкоза;
- HFCS 42 – използван в повечето готови храни и печива, приблизително 42% фруктоза и 58% глюкоза;[1]

Процесът, с който HFCS се произвежда за първи път, е разработен от Ричард Маршал и Ърл Кои, през 1927 година.
Промишленото производство и процесът на рафиниране са създадени от д-р Й. Такасаки, от Агенцията за индустриална наука и технологии на Министерството на международната търговия и индустрията на Япония, в периода 1965-1970 г. HFCS бързо започва да се използва в много преработени храни и безалкохолни напитки в САЩ, от 1975 до 1985 г.

## В България
В България има завод за производство на високо-фруктозен сироп от царевица „ADM Razgrad“, разположен в  гр. Разград. Част е от американската компания ADM (Archer-Daniels-Midland Company).